# Saint-Gabriel (Louisiane)
Pour les articles homonymes, voir Saint-Gabriel (homonymie).
Saint-Gabriel est une ville située dans la paroisse d'Iberville dans l'État américain de la Louisiane.

## Géographie
La ville de Saint-Gabriel est située à une vingtaine de kilomètres au Sud de Baton Rouge. Elle borde le Mississippi sur sa partie occidentale et par le bayou Manchac dans sa partie septentrionale.
Selon le recensement de la population de 2010, sa population s'élevait à 6 677 habitants.

## Histoire
La ville a été fondée par les Acadiens qui arrivèrent en Louisiane française après leur déportation d'Acadie par les Anglais lors du Grand Dérangement au milieu du XVIIIe siècle. La  localité est située dans la région acadienne de l'Acadiane peuplée par les descendants Cadiens et francophones.
L'église catholique Saint-Gabriel est une des plus anciennes de la Louisiane, datant d'avant la vente de la Louisiane aux États-Unis par Napoléon Ier. Elle fut édifiée en 1761 et eut comme premier vicaire général, le père Dagobert.
La localité possède deux prisons administrées par le Département de la sécurité publique et des services correctionnels de Louisiane :
- Le Louisiana Correctional Institute for Women, n'accueillant que des femmes
- Le Elayn Hunt Correctional Center, n'accueillant que des hommes

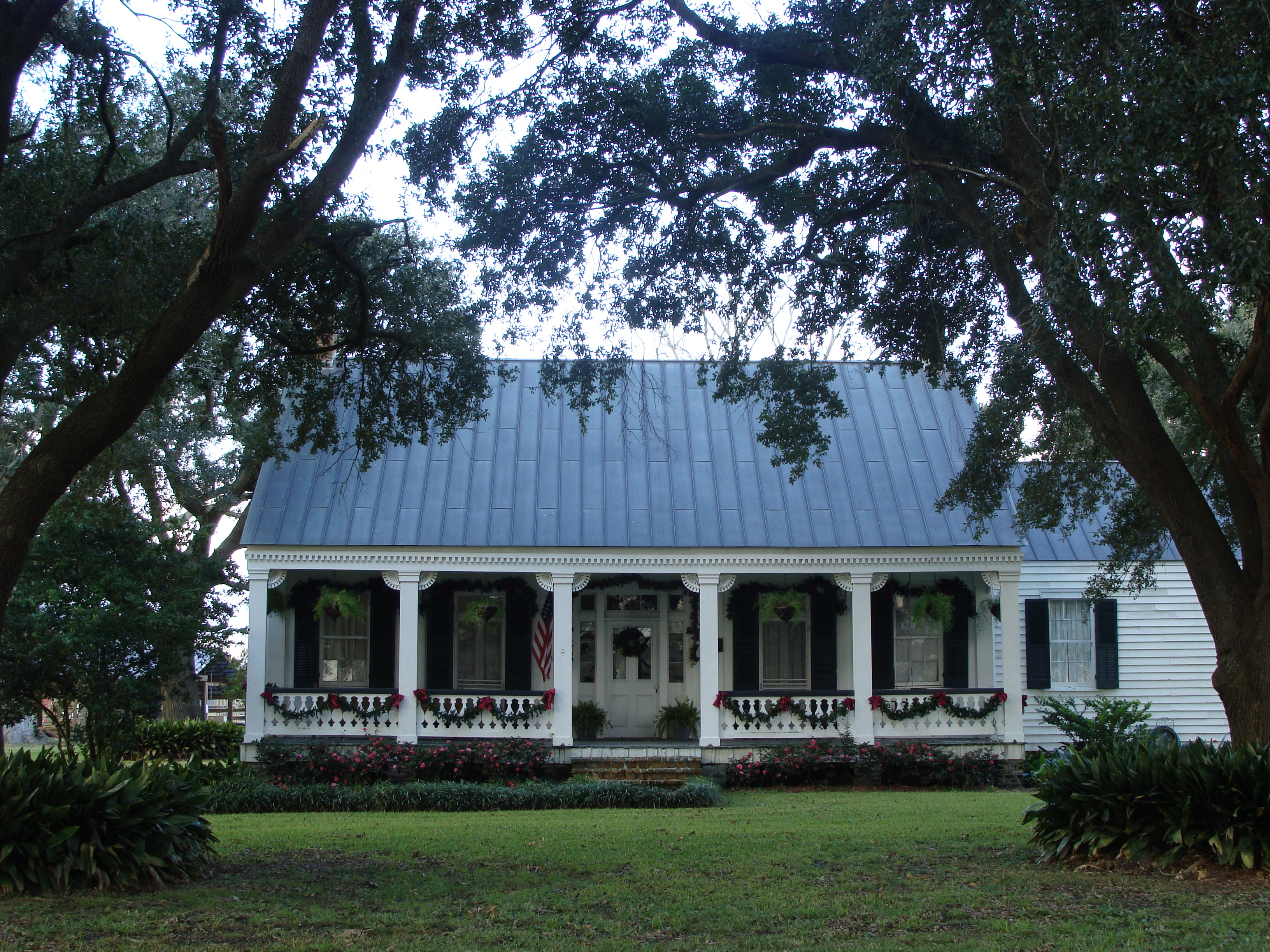
Une plantation située à Saint-Gabriel.
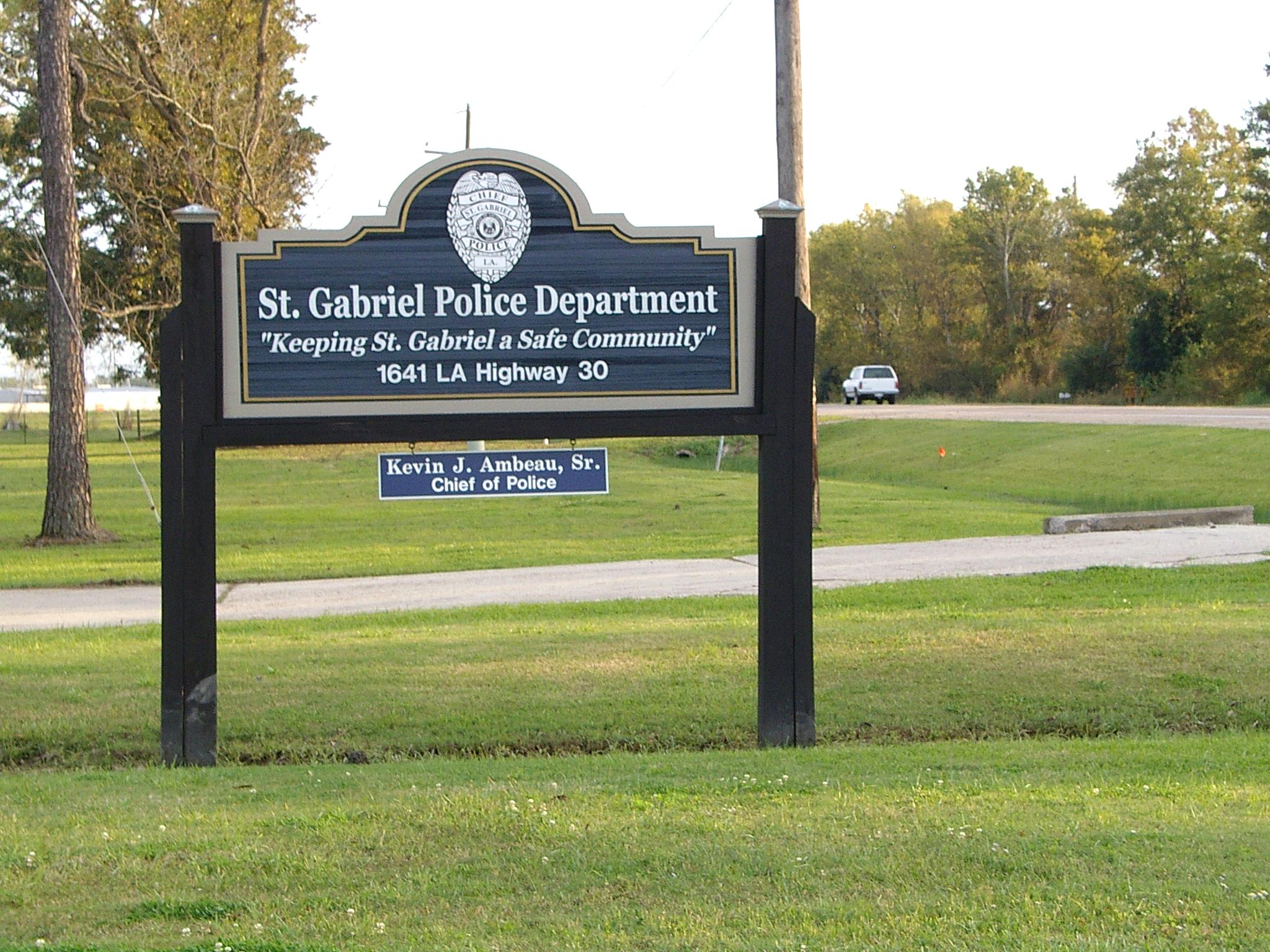
Panneau de la police locale de Saint-Gabriel.